# اتفاقية التجارة الحرة الأردنية الأميركية
اتفاقية التجارة الحرة بين الولايات المتحدة والأردن أول اتفاقية من نوعها للتجارة الحرة بين الولايات المتحدة ودولة عربية، جرى توقيعها بين البلدين في 24 أكتوبر 2001، والرابعة عالمياً بعد إسرائيل، كندا، والمكسيك، ويُشترط أن تكون المنتجات مصنوعة من مواد خام أردنية المنشأ بنسبة لا تقل عن 35% حتى تنتفع من هذه الاتفاقية.
أيضا، المناطق الصناعية المؤهلة (QIZs) التي تم إنشاؤها في العام 1996 في عهد الرئيس بيل كلينتون سمحت للمنتجات المصنعة في إسرائيل، الأردن، مصر، أو الضفة الغربية وغزة للدخول إلى المنطقة الحرة في الولايات المتحدة. الصادرات تحتاج إلى 35% من قيمتها من إسرائيل، الأردن والضفة الغربية وغزة من أجل أن تصبح مؤهلة كمستفيد من المناطق الصناعية المؤهلة. الصادرات الأردنية أيضا تحتاج على الأقل لأن تكون 8% من قيمتها قادمة من إسرائيل.

## الدعم في الولايات المتحدة
صادق مجلس النواب الأميركي على اتفاقية التجارة الحرة في الحادي والثلاثين من شهر تموز من العام 2001، وصادق مجلس الشيوخ الأميركي عليها في السابع من شهر كانون الأول من العام 2001، وكانت المصادقة في كلا المجلسين من خلال التصويت اللفظي، وذلك يعتبر دليلا على دعم انتشار هذه الاتفاقية. قام الرئيس الأسبق جورج دبليو بوش بالتوقيع على قانون تنفيذ اتفاقية التجارة الحرة الأميركية الأردنية في الثامن والعشرين من شهر أيلول من العام 2001. تم تطبيق الاتفاقية من كلا الطرفين في السابع عشر من شهر كانون الأول للعام 2001.

### الأسباب الاقتصادية
على النقيض من العديد من اتفاقيات التجارة الحرة، تمتعت اتفاقية التجارة الحرة بين الولايات المتحدة والأردن بالانتشار، من كلا الطرفين، ودعم العديد من القطاعات، حيث أشار أنصار الاتفاقية إلى الانخفاض في الرسوم الجمركية وانخفاض المعيقات مما أنعش الصادرات.

### الأسباب السياسية
من المهم أيضاً، أن الولايات المتحدة نظرت إلى المكاسب السياسية لجعل اتفاقية التجارة الحرة جديرة بالاهتمام، كانت من المتوقع أن تكون المكاسب الاقتصادية للأنشطة التجارية الأميركية، إن وجدت، صغيرة. بشكل مثالي، «الروابط الاقتصادية» التي تم خلقها من خلال اتفاقية التجارة الحرة كانت ستؤدي إلى «تطبيع العلاقات المتوترة وعرض آلية مؤسسية لحل وتجنب التحديات السياسية». هذا، بدوره، سيكون بمثابة «نقطة التحول التي يتبدل فيها اليأس الذي يتكاثر فيه المتطرفين العنيفين»، على حد تعبير وليام بيرنز مساعد وزير شؤون مكتب الشرق الأدنى. كان الإفتراض أنه في سياق السيطرة المشتركة وتقييم قواعد المنشأ، فإن ضباط الجمارك الأردنيين والإسرائيليين سيشاركون في تفاعلات شخصية مما يؤدي إلى التفاهم إن لم يكن الصداقة. وبعبارة أخرى، فإن الولايات المتحدة تبنت نظرة نيوليبرالية للعالم تعتقد أن علاقات اقتصادية أقوى ستحقق السلام والاستقرار في الشرق الأوسط.

## الأثر
الصادرات الأميركية إلى الولايات المتحدة، من 1995 إلى 2010:

### الأثر على قطاع المنسوجات
أصبحت الأردن «نقطة جذب لتصنيع الملابس»، حيث أنشأت شركات أميركية مثل وول مارت Wal-Mart وتارجت Target وهانس Hanes مصانع حتى تتمكن من خفض التكاليف من خلال إلغاء التعرفات. في عامه الأول، زاد الأردن الصادرات بنسبة 213٪ وخلق 30 ألف فرصة عمل. بحلول عام 2002، تمتع الأردن بفائض تجاري هامشي مع الولايات المتحدة. بعد خمس سنوات من دخول اتفاقية التجارة الحرة حيز التنفيذ، زادت الصادرات الأردنية إلى أميركا عشرين مرة. بلغت صادرات الملابس الأردنية إلى الولايات المتحدة في عام 2005، 1.2 مليار دولار. تأتي معظم صادرات الأردن إلى الولايات المتحدة من خلال 114 شركة.

### الأثر على قطاع العمالة
في عام 2006، أصدرت لجنة العمل الوطنية، وهي منظمة أميركية غير حكومية، سلسلة من التقارير حول المصانع المستغلة للعمال الأردنيين، والتي كانت ظروفها وفقًا للمدير التنفيذي لـ NLC «الأسوأ»: 20 يوم عمل، لا يتم دفع رواتبهم لأشهر، والإساءة البدنية. معظم العمال ليسوا أردنيين. إنهم عمال أجانب متعاقدون من دول مثل بنغلاديش وسريلانكا والصين الذين يدفعون مبلغًا إجماليًا يتراوح بين 2,000 دولار و 3,000 دولار ليتم توظيفهم في مصنع ملابس. ومع ذلك، تصادر بعض المصانع بعد ذلك جوازات سفرهم، مما يعرضهم للعبودية اللاإرادية المشابهة للإتجار بالبشر. أعرب العديد من أعضاء الكونغرس عن قلقهم، خاصةً أن اتفاقية التجارة الحرة الأردنية تم الإشادة بها على أنها «تاريخية وتقدمية» لإدراج أحكام العمل والبيئة «مباشرة ضمن الاتفاقية بدلاً من كونها في اتفاقية جانبية».